# Evan Williams (üzletember)
Evan Williams (Carks, Nebraska, 1972. március 31. –) amerikai befektető, blogger. Számos amerikai weboldalt készített, többek között a Pyra Labst és a Twittert, melynek korábbi vezetője volt. A Nebraskai Egyetemen tanult másfél évet, majd otthagyta, hogy saját vállalkozását építse. Williams kezdetben különböző műszaki munkakörökben dolgozott Key Westben, Dallasban, Austinban és nebraskai farmjukon. 1996-ban Williams a kaliforniai Sebastopolba költözött, az O'Reilly Media cégnél dolgozott. Marketing pozícióban kezdett az O'Reilly Mediánál, de végül független vállalkozó lett, programozott. Szabadúszóként az Intelnek és a Hewlett-Packardnak és a Google-nek dolgozott.

### Beszédek
- Evan Williams a Stanfordon mond beszédet Archiválva 2008. június 29-i dátummal a Wayback Machine-ben

### Interjúk
- Interjú Evan Williamsszel
- Interview with Evan Williams a cnet.com oldalon
- Interjú: Evan Williams a SuicideGirls.com -on
- Interjú Evan Williamsszel a techcrunch.com-on
- Evan Williams